# Bougeoir

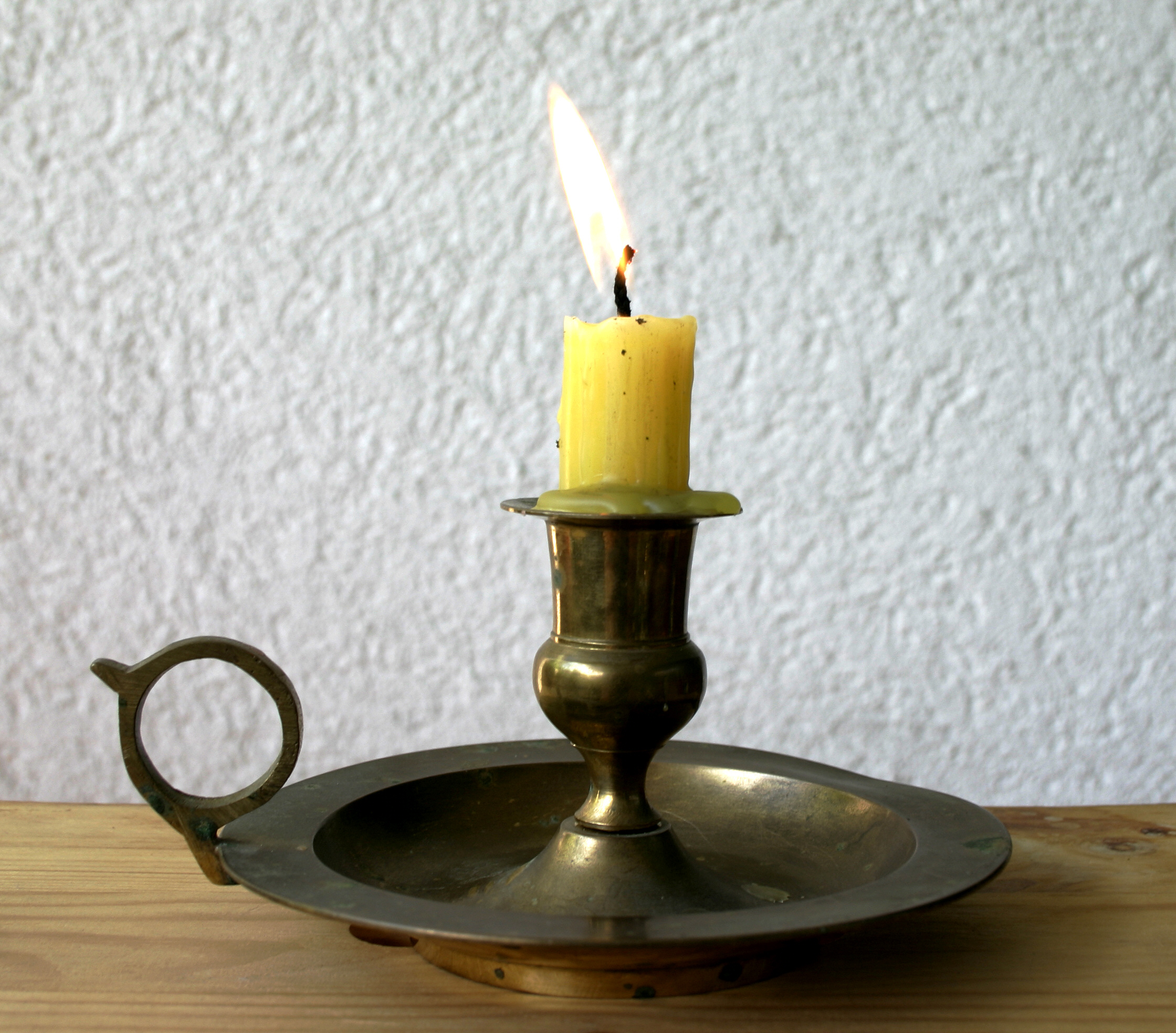
Un bougeoir coiffé d'une bougie.

Un bougeoir est un chandelier bas, sans fût, qui sert de support à une chandelle ou à une bougie.

## Étymologie
Le mot « bougeoir » est une dérivation lexicale du radical du mot « bougie » auquel est ajouté le suffixe -oir.
Il apparaît la première fois en 1531 sous la forme bougeouer (prononciation populaire) où il désigne un « petit chandelier bas à anse latérale ou à manche ».

## Description
Le pied du bougeoir prend la plupart du temps la forme d'une coupe ou d'une soucoupe pour recueillir le suif ou la cire fondue (bougeoir à coupelle). Il possède une anse, une prise, un manche ou un anneau facilitant son déplacement.
Par extension, le bougeoir portatif peut être confondu avec certains chandeliers ou candélabres ou encore flambeaux droits à poser, de forme plus haute.

### Bougeoir à binet

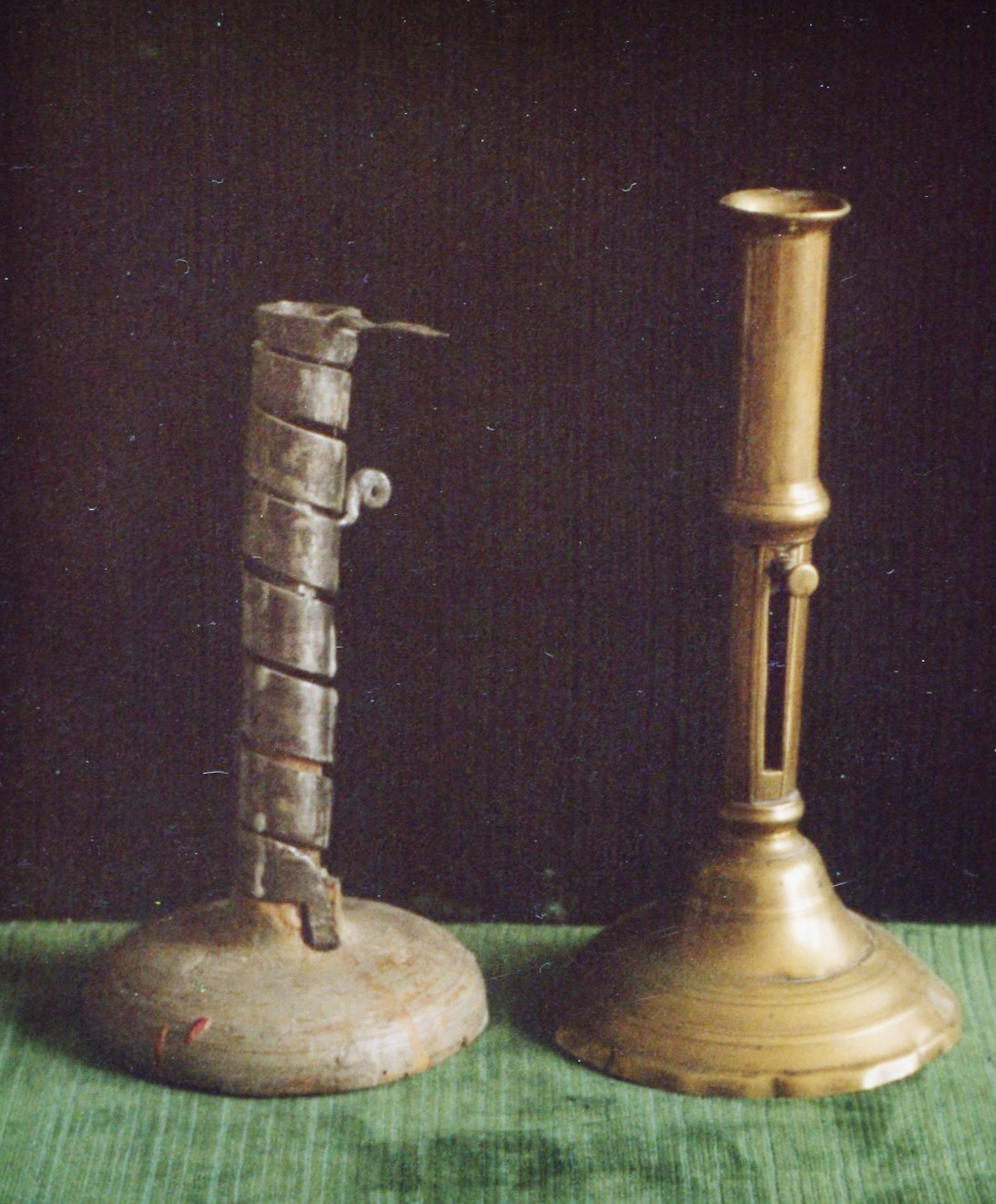
Chandeliers à faire binet

Le bougeoir ou chandelier à binet  (ou dit « à faire binet ») coulissant est muni d'un dispositif réglable qui permet d'allonger ou de raccourcir la tige dans laquelle s'insère la bougie ou chandelle, en général pour la brûler jusqu’au bout en la repoussant vers le haut du bougeoir. Au XIXe siècle, la locution « faire binet » tombe en désuétude ; elle survit néanmoins aujourd'hui dans l'expression « Faire des économies de bout de chandelles ». Le bougeoir de table qui éclaire les repas est généralement un flambeau sans binet

### Matériau
Traditionnellement en métal (alliages, cuivre, argent, étain, fer blanc, bronze), en métal émaillé, cloisonné, voire en céramique (faïence et porcelaine), le bougeoir peut être fabriqué de nos jours aussi en bois, en verre, en cristal ou tout autre matériau.

## Utilisation
Durant des siècles, l'éclairage à la bougie fait partie intégrante de l'ameublement du logis. On emploie le bougeoir pour tout et partout : chambre à coucher, table de toilette, écritoire... De toute condition, on plaçait à son chevet un bougeoir surmonté d'une bougie, dans le cas où on se lèverait la nuit.
Il en existe de nombreux types dont les noms reflètent l'usage : bougeoirs de paravent, bougeoirs de table à jeu, bougeoirs de voyage...
« Le domestique, en faisant les chambres, redescendait les bougeoirs, qu'on plaçait sur une table du vestibule où chacun les prenait en allant se coucher ».

## Bougeoir épiscopal
Un bougeoir épiscopal est un bougeoir utilisé pour éclairer les livres liturgiques lus par l'évêque lors des offices. Ils peuvent porter les armoiries d'un titulaire. L'orfèvre Guillaume Loir en réalisa un, toujours conservé dans la cathédrale Saint-Juste de Narbonne. Louis II Loir fit celui de l'évêque de Troyes Jean-Baptiste-Marie Champion de Cicé.

## Galerie

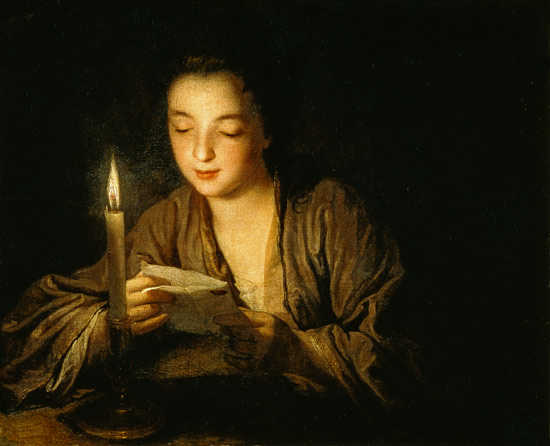
Jeune Fille lisant une lettre à la bougie, J.-B. Santerre, v. 1700
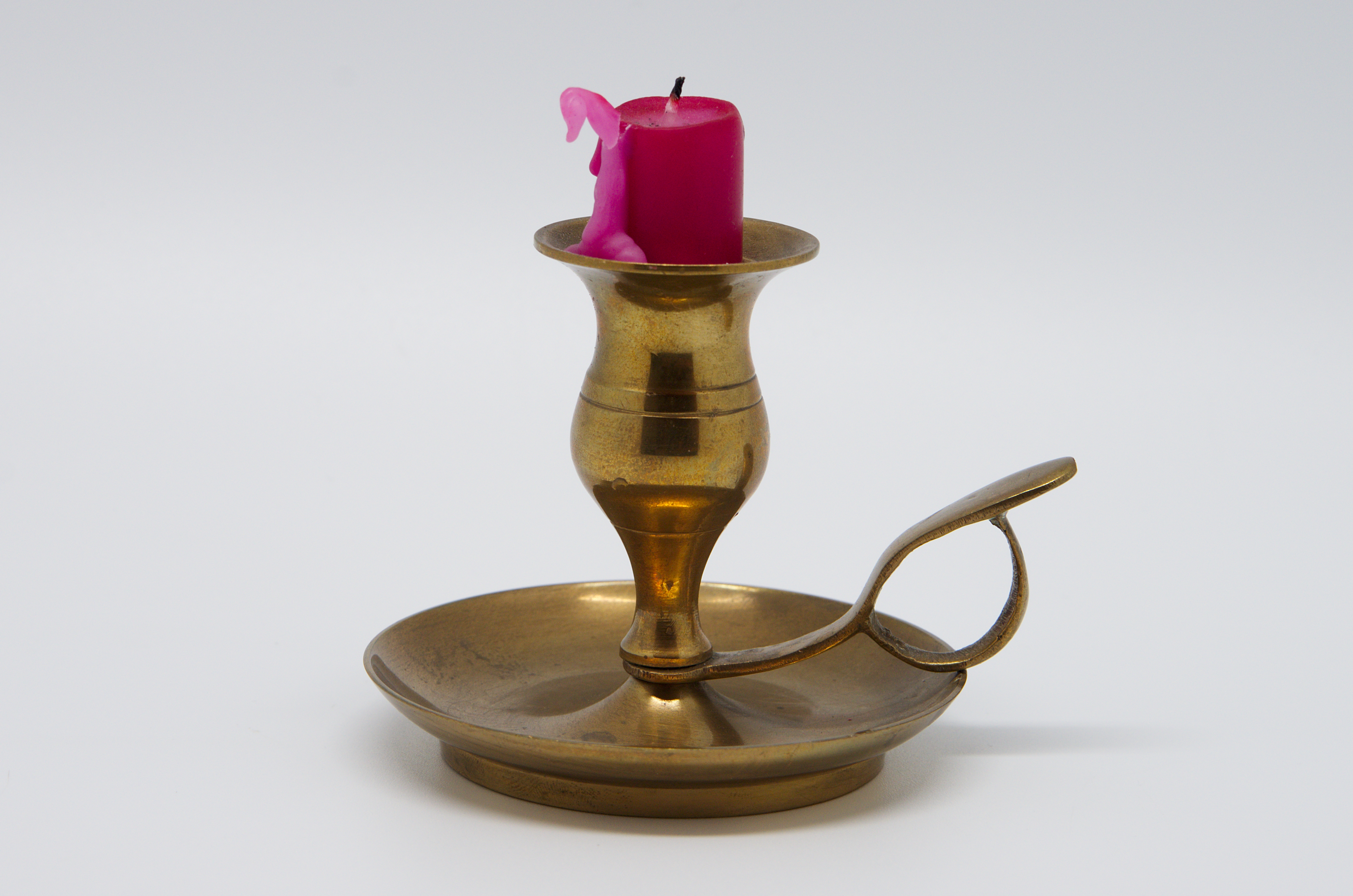
Bougeoir en laiton
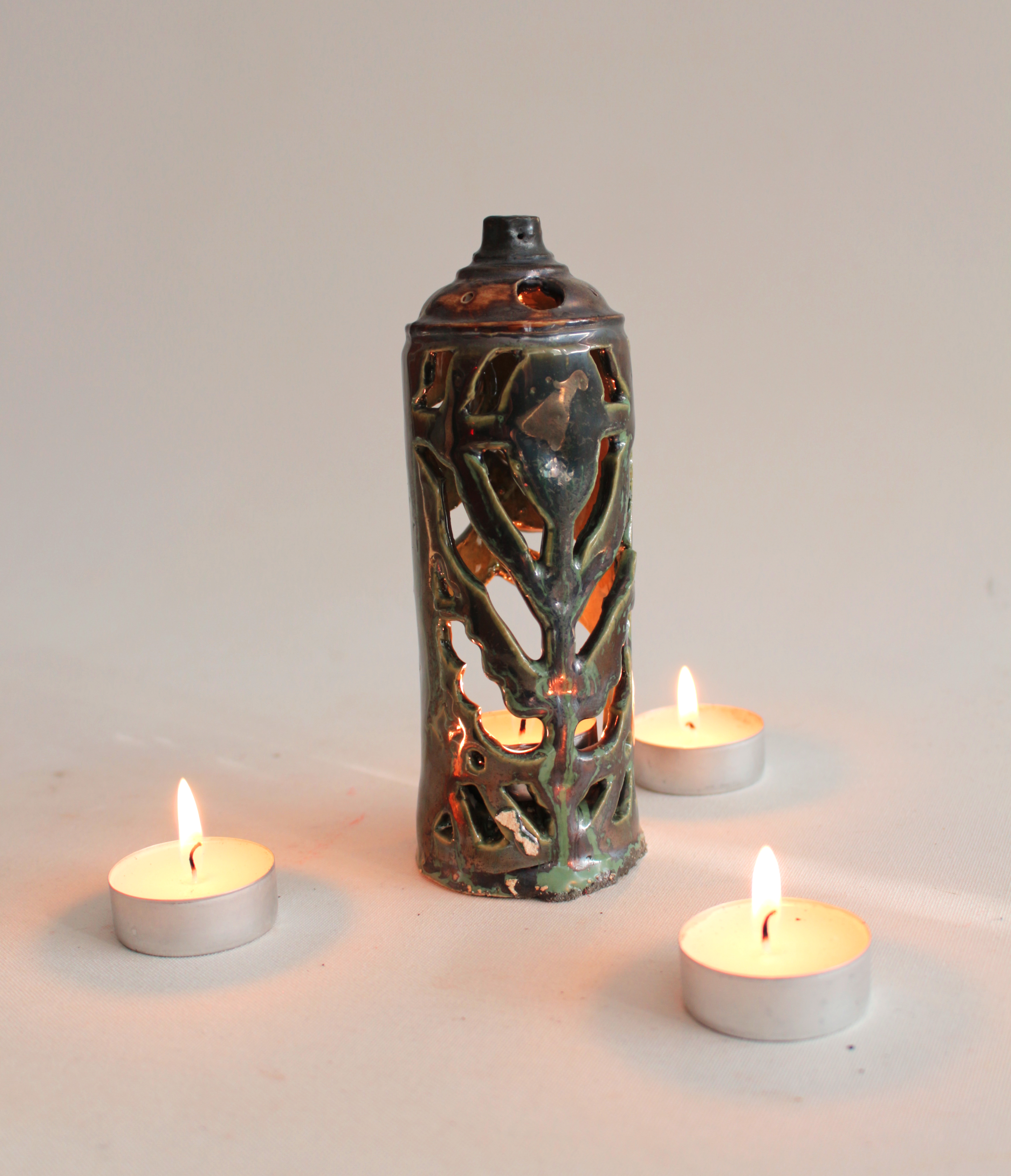
Bougeoir de prière
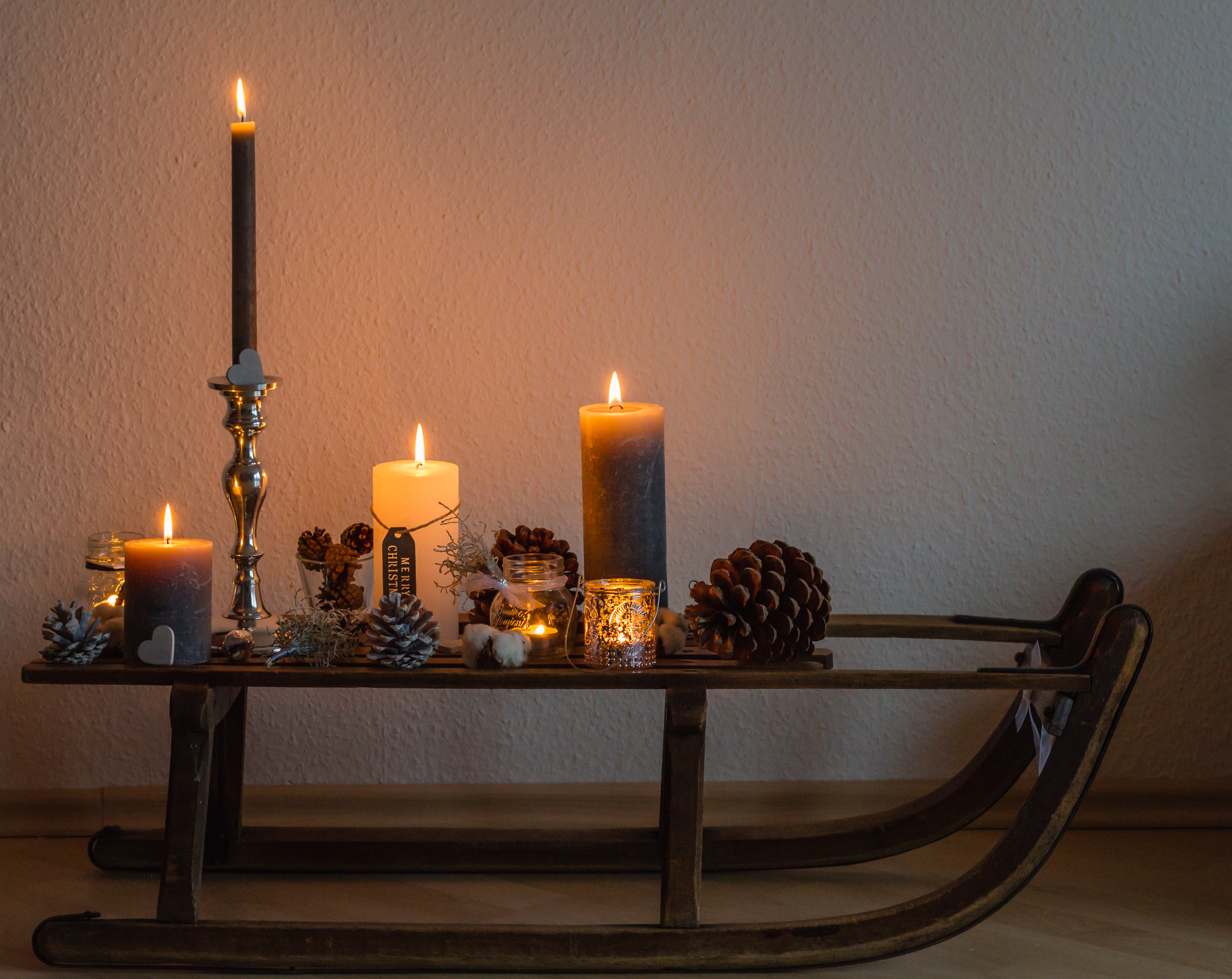
Bougeoir droit et bougies allumées pour Noël
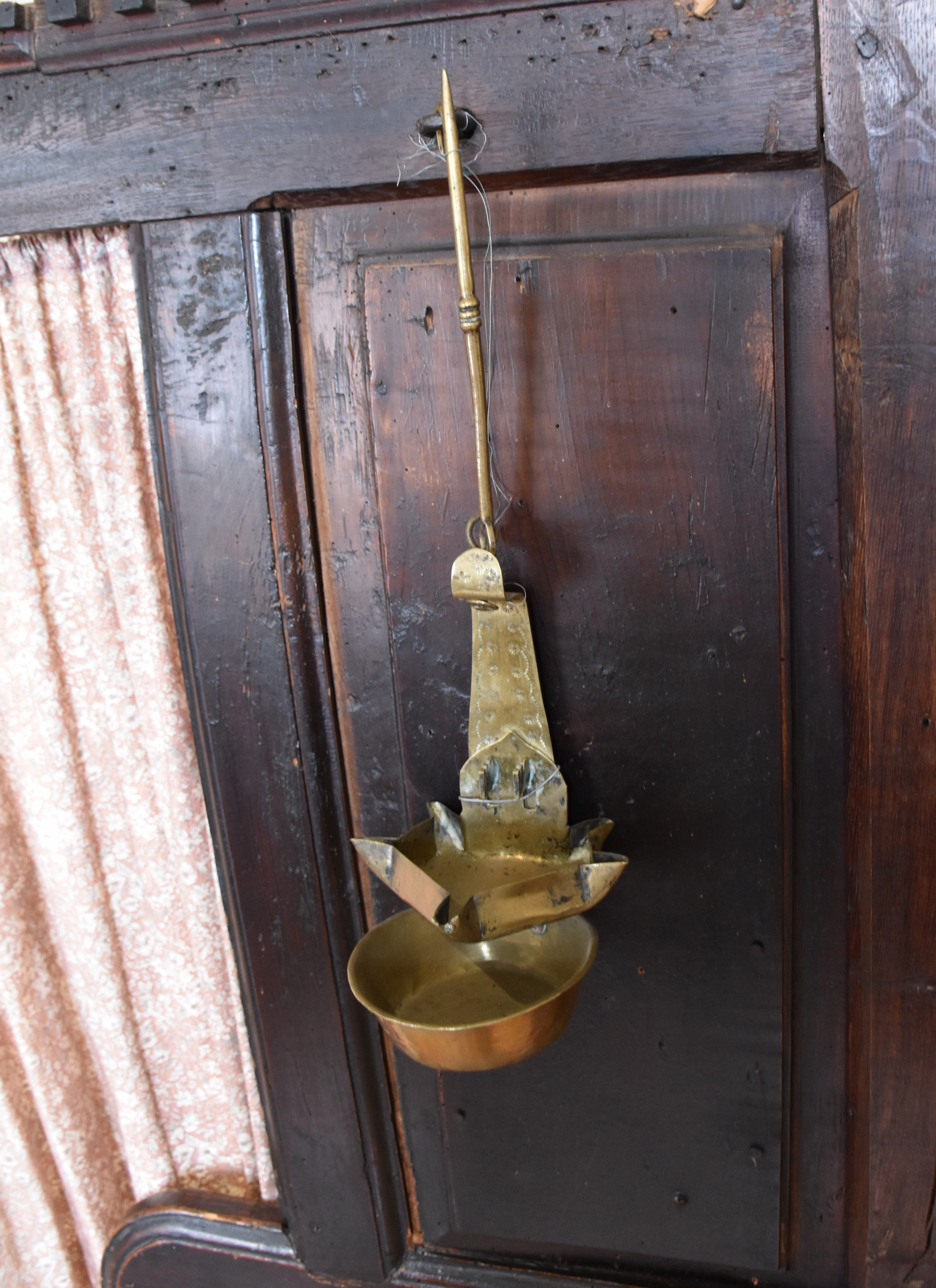
Bougeoir de lit en cuivre Musée du pays d'Ussel